# Liste der denkmalgeschützten Objekte in Leiben
Die Liste der denkmalgeschützten Objekte in Leiben enthält die 13 denkmalgeschützten, unbeweglichen Objekte der Gemeinde Leiben.

## Denkmäler
| Foto |                 | Denkmal | Standort                                        | Beschreibung | Metadaten |
| ---- | --------------- | --- | ----------------------------------------------- | --- | --- |
| ja   | Datei hochladen | Pfarrhof HERIS-ID: 70014 Objekt-ID: 83116                                                                                  | Lehen-Donaublick 1 Standort KG: Lehen           | Der zweigeschoßige Pfarrhof nordwestlich der Kirche, 1792 errichtet, hat ein bemerkenswertes Dach, den sogenannten Napoleonhut. Über den Resten eines Rundturmes aus dem letzten Viertel des 15. Jahrhunderts wurde in jüngerer Zeit eine Garage gebaut. | BDA-Hist.: Q38123794 Status: § 2a Stand der BDA-Liste: 2025-06-30 Name: Pfarrhof GstNr.: .3 |
| ja   | Datei hochladen | Kath. Pfarrkirche hl. Blasius und Kirchhof HERIS-ID: 33752 Objekt-ID: 31485                                                | Lehen-Donaublick 1a Standort KG: Lehen          | Die auf einem steil zur Donau abfallenden Hügel nordöstlich von Ebersdorf gelegene Pfarrkirche hl. Blasius ist ein barocker Saalbau mit einem niedrigen gotischen Nordturm. Das um 1755/1765 unter teilweiser Einbeziehung der Mauern eines frühgotischen Vorgängerbaus errichtete Langhaus und der leicht eingezogene, rechteckige Chor werden von einem gemeinsamen Walmdach gedeckt. Die Fassade ist durch Ecklisenen und Fenster mit geschwungenen, segmentbogigen Abschlüssen in Keilsteinrahmung gegliedert. In der Südwestecke stützt ein übereck gestellter, abgetreppter Strebepfeiler das Langhaus, ein weiterer an der Langhaussüdwand. Die Kirche ist westlich durch eine tonnengewölbte Eingangshalle zugänglich. Seitlich erheben sich Kapellen aus dem Jahr 1893. Der zweigeschoßige Nordturm aus dem späten 15. Jahrhundert wird von einem erneuerten Pyramidenhelm bekrönt. | BDA-Hist.: Q37953794 Status: § 2a Stand der BDA-Liste: 2025-06-30 Name: Kath. Pfarrkirche hl. Blasius und Kirchhof GstNr.: .5 Pfarrkirche Lehen                                                                             |
| ja   | Datei hochladen | Musikschule, ehem. Burg HERIS-ID: 70015 Objekt-ID: 83117                                                                   | Lehen-Kirchengasse 2 Standort KG: Lehen         | Die nördlich der Pfarrkirche gelegene Schule ist ein weitgehend erneuerter Bau, der im Mauerwerk angeblich Reste eines Bergfrieds aus dem letzten Viertel des 12. Jahrhunderts hat. | BDA-Hist.: Q38123801 Status: § 2a Stand der BDA-Liste: 2025-06-30 Name: Musikschule, ehem. Burg GstNr.: .4 Musikschule Lehen                                                                                                |
| ja   | Datei hochladen | Schlossanlage Leiben inkl. Schlossgraben, Umfassungsmauer und Meierhof sowie Batterieturm HERIS-ID: 34384 Objekt-ID: 32583 | Schlossstraße 1, 4 Standort KG: Leiben          | Das Schloss Leiben ist eine gestaffelte viergeschoßige Hochburg mit künstlichem Halsgraben, 1196 urkundlich erwähnt und 1617 bis 1659 maßgeblich umgebaut. | BDA-Hist.: Q2242140 Status: Bescheid Stand der BDA-Liste: 2025-06-30 Name: Schlossanlage Leiben inkl. Schlossgraben, Umfassungsmauer und Meierhof sowie Batterieturm GstNr.: 172/1, 1046, 1048, 177/3, 177/5 Schloss Leiben |
| ja   | Datei hochladen | Schlosstaverne und Wirtschaftsgebäude Schloss Leiben HERIS-ID: 59434 Objekt-ID: 70723                                      | Schlossstraße 2 Standort KG: Leiben             | Die südwestlich des Schlosses gelegene Schlosstaverne ist ein zweigeschoßiger Bau mit einem hohen, holzschindelverkleideten Mansardenwalmdach und bemerkenswerten Schornsteinen über einem mehrfach profilierten Gesims aus dem letzten Viertel des 18. Jahrhunderts. Die Fassade ist in Plattendekor mit breitem, geschoßtrennendem Gesims und Fenstern in profilierten Rahmen ausgeführt. In der Mittelachse hat die Taverne ein Rundbogenportal mit Segmentbogengiebel. | BDA-Hist.: Q38087265 Status: Bescheid Stand der BDA-Liste: 2025-06-30 Name: Schlosstaverne und Wirtschaftsgebäude Schloss Leiben GstNr.: 1047, 177/4                                                                        |
| ja   | Datei hochladen | Ehem. Forsthaus HERIS-ID: 34383 Objekt-ID: 32581                                                                           | Schlossstraße 6 Standort KG: Leiben             | Das ehemalige Forsthaus ist ein eingeschoßiges Gebäude mit Mansardwalmdach und zarter Pilastergliederung aus dem späten 18. Jahrhundert. | BDA-Hist.: Q37957635 Status: Bescheid Stand der BDA-Liste: 2025-06-30 Name: Ehem. Forsthaus GstNr.: 170 |
| ja   | Datei hochladen | Kath. Filialkirche hl. Corona und Friedhof HERIS-ID: 50141 Objekt-ID: 54806                                                | Kirchenstraße 8, bei Standort KG: Leiben        | Die auf einem Hügel nördlich des Ortes gelegene und von einem Friedhof umgebene Filialkirche hl. Corona ist eine spätgotische Hallenkirche mit Doppelchor und vorgelagertem Westturm. Langhaus und Doppelchor haben einen umlaufenden Sockel und liegen unter einem gemeinsamen Satteldach. Der Westturm hat eine gemalte Ortsteinfassung, im Untergeschoß Schlitzfenster, korbbogige Fenster- und Türöffnungen im Süden und im Obergeschoß Rundbogenfenster. Er wird durch einen Glockenhelm von 1926 bekrönt. | BDA-Hist.: Q38038298 Status: § 2a Stand der BDA-Liste: 2025-06-30 Name: Kath. Filialkirche hl. Corona und Friedhof GstNr.: 1061 Filialkirche Leiben                                                                         |
| ja   | Datei hochladen | Ansitz Erlangerhof und Wirtschaftsgebäude HERIS-ID: 34404 Objekt-ID: 32668                                                 | Losau 18 Standort KG: Losau                     | Der Erlangerhof ist ein zwei- bis dreigeschoßiges Schlösschen, im Kern aus dem 14. Jahrhundert, mit einem Portalvorbau aus dem späten 17. Jahrhundert. | BDA-Hist.: Q37957820 Status: Bescheid Stand der BDA-Liste: 2025-06-30 Name: Ansitz Erlangerhof und Wirtschaftsgebäude GstNr.: 812                                                                                           |
| ja   | Datei hochladen | Wegkapelle mit Mondsichelmadonna HERIS-ID: 90614 Objekt-ID: 105312                                                         | Urfahr 2, neben Standort KG: Weitenegg          | Die 1914 erbaute Kapelle beherbergt hinter einem verglasten Eisengitter eine polychrome spätgotische Figur der bekrönten Mondsichelmadonna mit Jesuskind aus dem frühen 16. Jahrhundert. | BDA-Hist.: Q37747829 Status: § 2a Stand der BDA-Liste: 2025-06-30 Name: Wegkapelle mit Mondsichelmadonna GstNr.: 191/3 |
| ja   | Datei hochladen | Burgruine Weitenegg HERIS-ID: 35277 Objekt-ID: 33950                                                                       | Weitenegg 1 Standort KG: Weitenegg              | Die Burg in Weitenegg ist eine 1108 erstmals urkundlich erwähnte Abschnittsburg, die sich seit Mitte des 18. Jahrhunderts im Verfall befindet. | BDA-Hist.: Q30013340 Status: Bescheid Stand der BDA-Liste: 2025-06-30 Name: Burgruine Weitenegg GstNr.: .14 Burgruine Weitenegg                                                                                             |
| ja   | Datei hochladen | Straßenbrücke HERIS-ID: 70018 Objekt-ID: 83120                                                                             | Weitenegg 5, in der Nähe Standort KG: Weitenegg | Anmerkung: Die Straßenbrücke verbindet die Gemeinden Emmersdorf und Leiben über den Weitenbach. | BDA-Hist.: Q38123817 Status: § 2a Stand der BDA-Liste: 2025-06-30 Name: Straßenbrücke GstNr.: 191/10, 197/1 |
| ja   | Datei hochladen | Figurenbildstock hl. Johannes Nepomuk HERIS-ID: 70023 Objekt-ID: 83125                                                     | Standort KG: Weitenegg                          | Diese Figur des hl. Johannes Nepomuk stammt aus dem 18. Jahrhundert und steht nördlich des Ortes nahe der Johannesbrücke. | BDA-Hist.: Q38123823 Status: § 2a Stand der BDA-Liste: 2025-06-30 Name: Figurenbildstock hl. Johannes Nepomuk GstNr.: 196                                                                                                   |
| ja   | Datei hochladen | Fußgängerbrücke, Johannesbrücke HERIS-ID: 70024 Objekt-ID: 83126                                                           | Weitenegg 5, neben Standort KG: Weitenegg       | Die Johannesbrücke ist eine gemauerte Bogenbrücke an der Fürnbergschen Poststraße. Die Johannesbrücke verbindet die Gemeinden Emmersdorf und Leiben über den Weitenbach. | BDA-Hist.: Q64692024 Status: § 2a Stand der BDA-Liste: 2025-06-30 Name: Fußgängerbrücke, Johannesbrücke GstNr.: 197/1, 196 Fürnbergsche Poststraße - Johannesbrücke                                                         |